# Tolvaptano
Tolvaptano é um fármaco utilizado no tratamento de hiponatremia relacionada a a síndrome de secreção inadequada de hormônio antidiurético. Pertence a classe de medicamentos denominada de antagonistas seletivos da vasopressina.